# Brian Lawton
Brian Robert Lawton (* 29. Juni 1965 in New Brunswick, New Jersey) ist ein ehemaliger US-amerikanischer Eishockeyspieler und -funktionär, der im Verlauf seiner aktiven Karriere zwischen 1983 und 1993 unter anderem 494 Spiele für die Minnesota North Stars, New York Rangers, Hartford Whalers, Nordiques de Québec, Boston Bruins und  San Jose Sharks in der National Hockey League auf der Position des linken Flügelstürmers bestritten hat. Lawton wurde im NHL Entry Draft 1983 als Gesamterster von den Minnesota North Stars ausgewählt und war damit der erste US-Amerikaner sowie der erste Spieler von einer nordamerikanischen High School, der an erster Position gezogen wurde.

## Karriere
Lawton spielte während seiner Juniorenzeit zwischen 1981 und 1983 für das High-School-Team der Mount Saint Charles Academy. Ebenso trat er im Jahr 1983 mit der U20-Nationalmannschaft der Vereinigten Staaten bei der Junioren-Weltmeisterschaft an. Nach Abschluss der Spielzeit 1982/83 wurde der Stürmer im NHL Entry Draft 1983 als Gesamterster von den Minnesota North Stars aus der National Hockey League ausgewählt. Er war damit der erste US-Amerikaner und der erste High-School-Spieler, der im Draft als Erster gezogen wurde.
In seiner Rookie-Saison 1983/84 erreichte der US-Amerikaner bei den North Stars 31 Scorerpunkte. Nach einer schwächeren zweiten Saison brachte er es in den folgenden drei Spielzeiten jeweils auf 35 bis 45 Punkte. Zur Saison 1988/89 wurde er jedoch in einem insgesamt sieben Spieler umfassenden Transfergeschäft an die New York Rangers abgegeben. Schon im Laufe des Spieljahres wechselte er erneut, diesmal zu den Hartford Whalers. Die folgende Saison, die er wieder in Hartford begann, brachte ihm ebenso ein kurzes Gastspiel bei den Nordiques de Québec, bevor er noch acht Spiele für die Boston Bruins bestritt.
Es folgte ein Jahr in der International Hockey League bei den Phoenix Roadrunners, bevor sich zur Saison 1991/92 das neue Team der San Jose Sharks seine Dienste sicherte. Zwei Jahre war er bei den Sharks, wurde aber auch immer wieder in den IHL-Farmteams Kansas City Blades und Cincinnati Cyclones eingesetzt. 1993 beendete er seine Karriere und wurde Spielerberater. Er gründete eine eigene Agentur Lawton Sport and Financial, die er zusammen mit Mike Liut betrieb.  Nachdem er seine Agentur 1998 an Octagon Athlete Representation verkauft hatte, wurde Lawton Vorsitzender der Eishockeyabteilung des Unternehmens. Zu seinen Klienten zählte unter anderem Sergei Fjodorow.
Im Sommer 2008 verließ er Octagon und wurde Vize-Präsident für das Eishockeygeschäft der Tampa Bay Lightning, ehe er nur wenige Monate später zum General Manager ernannt wurde. Nach einem Besitzerwechsel wurde Lawton im April 2010 gemeinsam mit Cheftrainer Rick Tocchet entlassen.

## Erfolge und Auszeichnungen
- 1983 Aufstieg in die A-Gruppe bei der B-Weltmeisterschaft

## Karrierestatistik

### International
Vertrat die USA bei:
- Junioren-Weltmeisterschaft 1983
- B-Weltmeisterschaft 1983
- Canada Cup 1984
- Weltmeisterschaft 1987

(Legende zur Spielerstatistik: Sp oder GP = absolvierte Spiele; T oder G = erzielte Tore; V oder A = erzielte Assists; Pkt oder Pts = erzielte Scorerpunkte; SM oder PIM = erhaltene Strafminuten; +/− = Plus/Minus-Bilanz; PP = erzielte Überzahltore; SH = erzielte Unterzahltore; GW = erzielte Siegtore; 1 Play-downs/Relegation; Kursiv: Statistik nicht vollständig)